# Кирил Груев
Кирил Константинов Груев е български геодезист и деец на Българската комунистическа партия.

## Биография
Кирил Груев е роден на 17 март 1901 г. в западномакедонския град Лерин, тогава в Османската империя, днес в Гърция, в семейството на българския учител и революционер Константин Василев Груев. В 1907 година баща му се мести да работи в Преслав, България, а след това в Шумен. В 1919 година завършва гимназия в Шумен. Става деец на Българския комунистически младежки съюз и БКП. В 1926 година участва във Виенския пленум на Централния комитет на БКП. От 1926 до 1930 година е технически сътрудник на Задграничното бюро на ЦК на БКП. В 1930 година завършва геодезия във Висшето техническо училище в Грац, Австрия.
След Деветосептемврийския преврат, от 1945 до 1967 година е професор в Държавната политехника.
Умира в 1980 година. Оставя спомени.